# Râul Dumbrăvița, Lisa
Râul Dumbrăvița este afluent al râului Lisa în județul Brașov. 

## Hărți
- Harta Județului Brașov
- Harta Munții Făgăraș  Arhivat în 8 septembrie 2013, la Wayback Machine.
- Harta Munții Făgăraș Est